# 2426 Simonov
2426 Simonov è un asteroide della fascia principale del diametro medio di circa 24,04 km. Scoperto nel 1976, presenta un'orbita caratterizzata da un semiasse maggiore pari a 2,9084696 UA e da un'eccentricità di 0,1185246, inclinata di 8,48616° rispetto all'eclittica.
L'asteroide è dedicato allo scrittore russo Konstantin Michajlovič Simonov.